# Húcares
Húcares es un barrio ubicado en el municipio de Naguabo en el estado libre asociado de Puerto Rico. En el Censo de 2010 tenía una población de 2918 habitantes y una densidad poblacional de 358,58 personas por km².

## Geografía
Húcares se encuentra ubicado en las coordenadas 18°11′45″N 65°42′58″O / 18.19583, -65.71611. Según la Oficina del Censo de los Estados Unidos, Húcares tiene una superficie total de 8.14 km², de la cual 6.35 km² corresponden a tierra firme y (21.99%) 1.79 km² es agua.

## Demografía
Según el censo de 2010, había 2918 personas residiendo en Húcares. La densidad de población era de 358,58 hab./km². De los 2918 habitantes, Húcares estaba compuesto por el 70.66% blancos, el 17.75% eran afroamericanos, el 0.45% eran amerindios, el 0.31% eran asiáticos, el 8.53% eran de otras razas y el 2.3% pertenecían a dos o más razas. Del total de la población el 99.01% eran hispanos o latinos de cualquier raza.